# Fòrceps obstètric
El fòrceps obstètric és un tipus de fòrceps que, a vegades, s'utilitza en el part. El seu ús pot servir com a alternativa a l'extracció per ventosa obstètrica. En l'extracció amb fòrceps o part amb fòrceps, es tracciona i/o gira el cap fetal, ajudant la sortida del fetus.

## Història

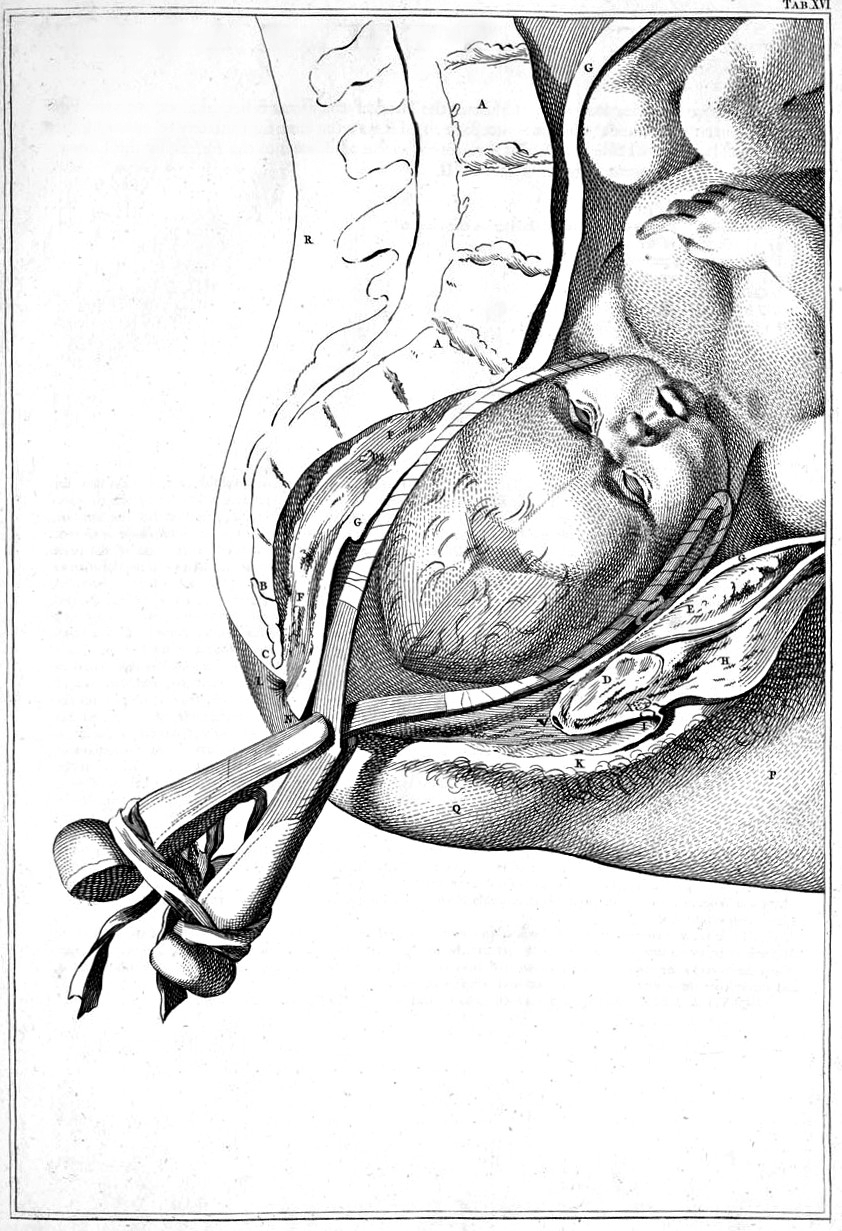
Part amb fòrceps (A Sett of Anatomical Tables with Explanations and an Abridgement of the Practice of Midwifery, 1754).

El fòrceps obstètric va ser dissenyat per la família Chamberlen a Anglaterra, a finals del segle xvi. Els Chamberlen van mantenir secret sobre això per tres generacions.
Marie-Louise Lachapelle era contrària a l'ús de fòrceps i va escriure "Pratique des accouchements", que es va convertir durant molt de temps en el text d'obstètrica estàndard, i en el que va promoure els parts naturals.
Tanmateix, com l'aplicació del fòrceps pot produir greus lesions, tant per a la gestant com per al fetus, el seu ús va disminuir a partir de la dècada del 1970, en benefici de la cesària.